# Cappellano maggiore del Regno di Napoli
Il Cappellano maggiore del Regno di Napoli e Sicilia, poi Regno delle Due Sicilie era un ecclesiastico di rilievo che assumeva la funzione di cappellano del re e di corte. Dal Cappellano dipendevano gli uffici ecclesiastici che costituivano la Curia della Cappellania maggiore.
Divenne sempre più importante nel tempo; le competenze del cappellano maggiore influenzavano molto sia la sfera ecclesiastica, sia quella politica e culturale della capitale, Napoli e del regno. La sua figura venne regolata nel tempo da leggi pontificie specifiche. Il cappellano maggiore era anche prefetto dell'Università di Napoli.

## Origini
La figura del cappellano maggiore ha origine antica, in quanto era già presente nell'Alto Medioevo: in particolare nell'area delle Due Sicilie era diffusa la pratica di nominare un chierico come proprio cappellano, come nel caso di Radelchi, principe di Benevento e Siconolfo, principe di Salerno. In epoca normanna e sveva era indicato con gli appellativi di Prefetto del Regio Oratorio, e Magister Sacratae (o Regalis) Cappellae con gli Angiò. Con l'arrivo degli Aragonesi prese il nome di Maior Cappellanus.
La figura del cappellano maggiore era simile a quella del Capellán mayor del rey della Corona di Castiglia, di cui i Viceré di Napoli spagnoli ripresero le caratteristiche, conservate anche dai Borbone delle Due Sicilie.
Fino all'unione, nei due regni di Napoli e di Sicilia, era uso nominare due cappellani distinti.

## Funzioni
Il cappellano maggiore provvedeva alle cerimonie religiose, quali matrimoni, riti funebri e feste, nella Cappella palatina ed alla cura spirituale del re e della famiglia reale. Si avvaleva di un gruppo di presbiteri e chierici, di sua nomina, che costituivano la Curia del Cappellano maggiore.
Le funzioni furono regolate da papa Leone X, con breve pontificio del 9 novembre 1519, che confermava la giurisdizione dell'allora cappellano maggiore, sulle cappelle e le chiese reali e sulla nomina dei loro chierici. Con la bolla pontificia Convenit del 6 luglio 1741, papa Benedetto XIV definiva ulteriormente i diritti e privilegi del Cappellano maggiore; egli poteva essere nominato liberamente dal Re, purché fosse di fede cattolica e scelto in accordo con la curia episcopale.
Alcuni privilegi del Cappellano maggiore comprendevano la giurisdizione civile, militare ed ecclesiastica dei presbiteri in servizio presso la corte borbonica (esente dalla Santa Sede), nonché un prezioso potere consultivo che si attuava nell'esprimere pareri sulle questioni ecclesiastiche, come la nomina dei vescovi nel regno, sugli statuti delle congregazioni laicali che chiedevano il regio assenso ed esercitava la revisione dei libri da destinare alle stampe.
Ruggero II di Sicilia nel nominare il suo cappellano maggiore, nonché consigliere e confessore, l'abate agostiniano Giovanni da Nusco, gli concesse i privilegi di indossare tutti i paramenti episcopali, esentandolo da dipendenze diocesane. Pertanto stabilì che i successivi cappellani maggiori fossero abati dello stesso convento di San Giovanni degli Eremiti.
Dal 1497 il cappellano maggiore era anche prefetto dell'Università di Napoli. Data l'approvazione della Santa Sede e la stretta vicinanza alla famiglia reale, il Cappellano maggiore costituiva la maggiore dignità ecclesiastica del regno, con un carico politico-religioso ingombrante, spesso in contrasto e rivalità con l'arcivescovo metropolita di Napoli e il nunzio apostolico della capitale.

## Curia della Cappellania maggiore
La Curia della Cappellania maggiore, costituita da diversi chierici e presbiteri. Era esclusivamente dipendente dal Cappellano maggiore, e così formata:
- Cappellano Maggiore
  - Segretario
  - Cancelliere
  - Ufficiali
- Cappella palatina di Napoli
  - Primo cappellano di Camera e Decano della Cappella palatina
  - Cappellani di Camera: Primo e Secondo cerimoniere
    - Cappellani ordinari e straordinari

  - Segretario del regio clero
- Vicario generale del Cappellano Maggiore in Sicilia
  - Segretario
  - Cancelliere
  - Ufficiali
- Cappella palatina di Palermo
  - Cappellano
  - Canonici

## Cronologia dei Cappellani maggiori

### XIII secolo
- Giovanni Mesnil (1269)
- Guglielmo de Godonio (1274)
- Pietro III de Ferrariis (1295)
- Pietro de Bolounenzio (1300)

### XIV secolo
- Guglielmo Ebranno (1305)
- Cristoforo Tolomei (1313)
- Giovanni de Exarcellis
- Pietro de Morech (1334 - 1345)
- Landolfo di Regina
- Giovanni Gallinario
- Andrea di Valle Regia
- Matteo di Acquaputida
- Ubertino di Corleone

### XV secolo
- Abate Gentile di Sant'Angelo a Fasanella (1422)
- Giovanni Incio di Majorica (1443)
- Domenico Xarach di Aragona (1445)
- Urso Leone (1449)
- Giovanni Geraldino
- Pietro Brandi
- Giuliano Mirto Frangipane
- Giovanni di Milano
- Giovanni Castriota

### XVI secolo
- Tommaso Carafa (1500)
- Giovanni Maria Poderico (1505 - 1535)
- Antonio Giacconia
- Giovanni Ruffo de Theodolis
- Carlo d'Aragona (1528)
- Tommaso Caracciolo, vescovo di Trivento
- Giovanni Fonseca
- Bernardo di Figuera di Granata

### Cappellani maggiori dal 1570 al 1806
| Nome e Cognome                         | Titolo ecclesiastico                                                       | Incarico di corte   | Periodo                               | Note  |
| -------------------------------------- | -------------------------------------------------------------------------- | ------------------- | ------------------------------------- | ----- |
| Antonio Lauro                          | Vescovo di Castellammare di Stabia                                         | Cappellano Maggiore | 16 aprile 1563 - 1577                 |       |
| Gabriel Sanchez de Luna                | abate di San Giovanni Maggiore, protonotario apostolico                    | Cappellano Maggiore | 1580 - 1616                           |       |
| Alvaro di Toledo                       | abate                                                                      | Cappellano Maggiore | 1616 - 1632                           |       |
| Giovanni o Juan de Salamanca           | abate                                                                      | Cappellano Maggiore | 1632 - 1637                           |       |
| Carlo Maranta                          | vescovo di Giovinazzo                                                      | Cappellano Maggiore | 20 settembre 1637 – 24 settembre 1657 |       |
| Juan de Cespedes                       | abate                                                                      | Cappellano Maggiore | 1657 - 1676                           |       |
| Girolamo della Marra, C.M.             | padre della Congregazione della missione                                   | Cappellano Maggiore | 1676 - 1693                           |       |
| Diego Vicencio de Vidania              | inquisitore nel Regno di Sicilia                                           | Cappellano Maggiore | 1693 - 31 marzo 1732                  |       |
| Celestino Galiani, O.S.B.Coel.         | Arcivescovo titolare di Tessalonica                                        | Cappellano Maggiore | 31 marzo 1732 - 26 luglio 1753        |       |
| Niccolò de Rosa                        | vescovo di Pozzuoli                                                        | Cappellano Maggiore | 26 luglio 1753 - 17 febbraio 1774     | [ 1 ] |
| Matteo Gennaro Testa Piccolomini, C.M. | Arcivescovo titolare di Cartagine                                          | Cappellano Maggiore | 17 febbraio 1774 - 6 aprile 1782      |       |
| Isidoro Sánchez de Luna, O.S.B.        | Arcivescovo metropolita di Salerno Arcivescovo titolare di Tarso           | Cappellano Maggiore | 11 aprile 1782 - 17 ottobre 1786      |       |
| Tommaso Mazza                          | vescovo di Castellammare di Stabia                                         | Cappellano Maggiore | 17 ottobre 1786 - 5 aprile 1787       |       |
| Alberto Maria Capobianco, O.P.         | Arcivescovo metropolita di Reggio Calabria Arcivescovo titolare di Colossi | Cappellano Maggiore | dicembre 1789 - dicembre 1797         |       |
| Agostino Gervasio, O.E.S.A.            | Arcivescovo metropolita di Capua                                           | Cappellano Maggiore | dicembre 1797 - 17 marzo 1806         |       |
| Carlo Maria Rosini                     | vescovo di Pozzuoli                                                        | Cappellano Maggiore | 17 marzo 1806 - 8 settembre 1807      |       |

### Regno di Napoli (1806-1815) e la riforma francese
Con il decennio francese, e l'ascesa di Giuseppe Bonaparte, la figura del Cappellano Maggiore fu sostituita da quella del Grande Elemosiniere, riprendendo l'omonima francese. Anche la Curia del cappellano fu riformata su modello francese: i cappellani di camera furono chiamati Elemosinieri ordinari ed il cappellano decano fu rinominato Primo elemosiniere. Fu creato un Gran Ciambellano, un Gran Maestro di Palazzo, un Gran Maestro delle cerimonie, un Grande Scudiere ed un Gran Cacciatore.

#### Grande Elemosiniere
| Nome e Cognome             | Titolo ecclesiastico                 | Incarico di corte   | Periodo                          | Note  |
| -------------------------- | ------------------------------------ | ------------------- | -------------------------------- | ----- |
| Giuseppe Firrao il Giovane | Cardinale presbitero di Sant'Eusebio | Grande Elemosiniere | 8 settembre 1807 - 3 luglio 1815 | [ 8 ] |

### Regno delle Due Sicilie
Col ritorno dei Borbone furono ripristinate le cariche originarie. Ferdinando IV, con decreto del 17 aprile 1816, concedeva l'abbazia di Santa Maria della Vittoria di Scurcola Marsicana, in commendam al Cappellano Maggiore. La figura fu poi ripristinata e regolata con decreto reale del 3 dicembre 1817, che istituiva anche un vicario generale, di nomina del Cappellano maggiore, per i Domini al di là del Faro.

#### Cappellani maggiori dal 1815 al 1861
| Nome e Cognome                   | Titolo ecclesiastico             | Incarico di corte   | Periodo                           | Note  |
| -------------------------------- | -------------------------------- | ------------------- | --------------------------------- | ----- |
| Vincenzo Calà Ossorio de Figuera | Arcivescovo di Sorrento          | Cappellano Maggiore | 3 luglio 1815 - 1º maggio 1817    | [ 8 ] |
| Gabriele Maria Gravina, O.S.B.   | Arcivescovo titolare di Melitene | Cappellano Maggiore | 26 dicembre 1817 - 18 aprile 1840 |       |
| Pietro Naselli, C.O.             | Arcivescovo titolare di Nicosia  | Cappellano Maggiore | 18 aprile 1840 - 16 dicembre 1862 |       |

### Cappellano maggiore del Regno di Sicilia
- Giovanni da Nusco, O.E.S.A. (1130 - ?)[4]
- Gualtiero di Palearia (? - ?)[9]
- Filippo Matera (? - ?)[9]
- Giovanni Mesnellis (Mesnelio) (? -?)
- Damiano Pailizzi (de Palicio) (?-?)
- Pellegrino De Pactis, O.P. (? - ?)
  - Lorenzo di Manardo, O.E.S.A. (? - ?) vicario
- Luca da Messina, O.E.S.A. (1356 - 18 aprile 1358)
  - Simone da Lentini, O.F.M. (22 aprile 1357 - 18 aprile 1358) (vicario)
- Simone da Lentini, O.F.M. (18 aprile 1358 - 1360)
- Francesco da Castrogiovanni, O.F.M. (1360 - ?)
- Dionisio da Murcia, O.E.S.A. (?-?)
- Simone del Pozzo (? - ?)
- Luca de Manna, O.F.M. (? - 31 luglio 1371 deceduto)
- Ubertino da Corleone, O.F.M. (31 luglio 1371 - 1° gennaio 1376 dimesso)
- Ruggero da Ceva, O.F.M. (1° gennaio 1376 - 28 aprile 1378 deceduto)[10]
- Bernardo da Trapani, O.F.M.(28 aprile 1378 - ?)
- Filippo Crispo, O.E.S.A. (? - ?)
- Andrea de Pace da Sciacca, O.F.M. (29 maggio 1392 - 1401)
- Pietro de Firrera (o Firrerio, o Ferrara), O.Cist. (1401 - 1403)
- Filippo Ferrerio (o de Ferraro), O.Carm., vescovo di Agrigento (12 gennaio 1403 - 1411)
- Tommaso Crisafi, O.F.M., arcivescovo di Messina (1411 - 1414)
- Filippo Ferrerio (o de Ferraro), O.Carm., vescovo di Agrigento (12 maggio 1414 - 1422)..
- Girolamo Regio, canonico (15 ottobre 1585 - 1589 deceduto)
- Scipione Ardoino Alcontres, C.R., vescovo titolare di Zenopoli di Licia[11] (9 luglio 1768 - 5 maggio 1778 deceduto)

### Vicario generale del Cappellano maggiore in Sicilia (1815 - 1861)
- Alfonso Airoldi, arcivescovo titolare di Eraclea di Europa (20 settembre 1779 - 25 marzo 1817 deceduto)
- Baldassare Leone, vescovo di Girgenti (4 marzo 1818 - 22 luglio 1820 deceduto)[12]
- Benedetto Chiaramonte, abate di Santa Lucia di Mendola di Noto (22 luglio 1820 - 5 dicembre 1827)[13][14]
- Pietro India, vescovo titolare di Mirina (1827 - 1837)
- Epifanio Maria Turrisi, vescovo titolare di Flaviopoli[7] (1837 - 1860)

## Confessori dei sovrani e delle consorti del Regno di Napoli

### Confessori dei sovrani
Noto in Spagna con i nomi di confesor real, confesor regio o confesor del rey.
- Carlo III di Spagna:
  - José Calzado y López, O.F.M.Disc., arcivescovo titolare di Nisibi (18 ottobre 1731 - 7 aprile 1761 deceduto)
  - Joaquín de Eleta, O.F.M., arcivescovo di Osma (6 gennaio 1761 -  4 dicembre 1788)
- Ferdinando I[8]
  - Benedetto Latilla, C.R.L., vescovo di Avellino e Frigento (6 ottobre 1759 - 28 dicembre 1767 deceduto)
  - Filippo Sanseverino, arcivescovo titolare di Nicea (2 gennaio 1768 - 10 settembre 1790 deceduto)
  - Giuseppe Rossi, arcivescovo titolare di Nicosia (12 settembre 1790 - 13 febbraio 1797 deceduto)
  - Giuseppe Carrano, arcivescovo titolare di Traianopoli di Rodope (13 febbraio 1797 - 27 novembre 1803 deceduto)
  - Padre Michele Morcaldi, presbitero, (27 novembre 1803 - 23 ottobre 1810 deceduto)
  - Salvatore Maria Caccamo, O.E.S.A., arcivescovo titolare di Larissa (23 ottobre 1810 - 29 luglio 1820 deceduto)
  - Giovanni Angelo Porta da Cuneo, O.F.M. Cap., vescovo titolare di Mundinizza (29 luglio 1820 - 4 gennaio 1825)
- Francesco I
  - Emanuele Maria Pignone del Carretto, O.E.S.A., vescovo di Sessa Aurunca (16 dicembre 1791 - 27 settembre 1796 deceduto)
  - Giuseppe Rossi, arcivescovo titolare di Nicosia (29 settembre 1796 - 13 febbraio 1797 deceduto)
  - Giuseppe Vinaccia, canonico-presbitero della Cattedrale di Napoli (10 aprile 1797 - 20 luglio 1801)
  - Filippo Scarola, vescovo di Elenopoli di Bitinia (20 luglio 1801 - 14 febbraio 1803 deceduto)
  - Padre Michele Morcaldi, presbitero, (27 novembre 1803 - 23 ottobre 1810 deceduto)
  - Gaétan Giunta, arcivescovo titolare di Crisopoli di Arabia (23 ottobre 1810 - 8 novembre 1830)
- Ferdinando II[7]
  - Agostino Olivieri, Sch.P., vescovo titolare di Aretusa (3 agosto 1807 - 10 maggio 1834 deceduto)
  - Celestino Maria Cocle, C.SS.R, arcivescovo titolare di Patrasso (10 maggio 1834 - 2 marzo 1857 deceduto)
  - Antonio de Simone, arcivescovo titolare di Eraclea di Europa, (3 marzo 1857 - 22 maggio 1859)[15]
- Francesco II
  - Filippo Gallo, C.M., arcivescovo titolare di Patrasso (22 maggio 1859 - 13 marzo 1861)

### Confessori delle consorti
- Maria Carolina
  - Anton Bernard Gürtler[16], vescovo titolare di Tio, (maggio 1768 - 28 maggio 1791 deceduto)
  - Klaus Nilo Münst von Uttenweiler, O.F.M. Cap., vescovo titolare di Minden[17] (giugno 1791 - 29 novembre 1812 deceduto)
  - Tommaso Gottecher, O.E.S.A., cappellano palatino (dicembre 1812 - 8 settembre 1814)

### Famiglia reale
- Leopoldo di Borbone-Due Sicilie, principe di Salerno:
  - Giovanni Angelo Porta da Cuneo, O.F.M. Cap., vescovo titolare di Mundinizza (8 gennaio 1821 - 25 agosto 1835 deceduto)

## Chiese e curie dipendenti dal Cappellano maggiore
| Tipologia di architettura o chiesa                           | Suddivisione amministrativa      | Luogo                                                      | Note                                |
| ------------------------------------------------------------ | -------------------------------- | ---------------------------------------------------------- | ----------------------------------- |
| Cappella palatina di Napoli                                  | Reali Dominii al di qua del Faro | Palazzo Reale, Napoli                                      | [ 7 ]                               |
| Cappella palatina della Reggia di Portici                    | Reali Dominii al di qua del Faro | Reggia di Portici                                          | [ 7 ]                               |
| Real eremo dei Cappuccini e chiese del parco di Capodimonte  | Reali Dominii al di qua del Faro | Reggia di Capodimonte, Napoli                              | [ 7 ]                               |
| Chiese della Reale tenuta di Carditello                      | Reali Dominii al di qua del Faro | Carditello                                                 | [ 7 ]                               |
| Cappella palatina (Reggia di Caserta)                        | Reali Dominii al di qua del Faro | Reggia di Caserta                                          | [ 7 ]                               |
| Real Colonia di San Leucio                                   | Reali Dominii al di qua del Faro | San Leucio (Caserta)                                       | [ 7 ]                               |
| Chiesa di Santa Croce di Palazzo                             | Reali Dominii al di qua del Faro | Palazzo Salerno, Napoli                                    | [ 7 ]                               |
| Castel dell'Ovo                                              | Reali Dominii al di qua del Faro | Napoli                                                     | [ 7 ]                               |
| Castel Sant'Elmo                                             | Reali Dominii al di qua del Faro | Napoli                                                     | [ 7 ]                               |
| Castello del Carmine                                         | Reali Dominii al di qua del Faro | Napoli                                                     | [ 7 ]                               |
| Real Casina di Caccia di Persano                             | Reali Dominii al di qua del Faro | Serre, Salerno                                             | [ 7 ]                               |
| Chiesa della Nunziatella                                     | Reali Dominii al di qua del Faro | Scuola Militare Nunziatella, Napoli                        | [ 7 ]                               |
| Chiesa della Reggia di Quisisana                             | Reali Dominii al di qua del Faro | Quisisana, Castellammare di Stabia                         | [ 7 ]                               |
| Abbazia di Santa Maria della Vittoria                        | Reali Dominii al di qua del Faro | Scurcola Marsicana                                         | in commendam al Cappellano Maggiore |
| Cappella palatina di Palermo                                 | Reali Dominii al di là del Faro  | Palazzo dei Normanni, Palermo                              | [ 7 ]                               |
| Basilica della Collegiata di Catania                         | Reali Dominii al di là del Faro  | Catania                                                    | [ 7 ]                               |
| Regia cappella palatina di Calascibetta                      | Reali Dominii al di là del Faro  | Calascibetta, Enna                                         | [ 7 ]                               |
| Basilica Collegiata della Santissima Trinità del Cancelliere | Reali Dominii al di là del Faro  | Palermo                                                    | 1782 - 1787                         |
| Chiesa di San Giacomo dei Militari                           | Reali Dominii al di là del Faro  | Complesso di San Giacomo degli Spagnoli, Palermo           |                                     |
| Chiesa dei Valdesi (Madonna delle Grazie)                    | Reali Dominii al di là del Faro  | Parco della Favorita, Palermo                              | [ 18 ]                              |
| Santuario di Santa Rosalia e Palazzo                         | Reali Dominii al di là del Faro  | Parco della Favorita, Riserva di Monte Pellegrino, Palermo | [ 7 ]                               |
| Cappella della Real Casina di Caccia di Ficuzza              | Reali Dominii al di là del Faro  | Ficuzza, Corleone                                          | [ 7 ]                               |
| Cappella del Real sito di Sagana                             | Reali Dominii al di là del Faro  | Sagana (Monreale)                                          | [ 7 ]                               |
| Cappella del Baglio o Casino di Caccia di Scopello           | Reali Dominii al di là del Faro  | Scopello (Castellammare del Golfo)                         | [ 7 ]                               |